# Charaxes pemba
Charaxes pemba är en fjärilsart som beskrevs av Van Someren 1966. Charaxes pemba ingår i släktet Charaxes och familjen praktfjärilar. Inga underarter finns listade i Catalogue of Life.